# 森比朗國家公園
1°57′S 104°34′E / 1.950°S 104.567°E

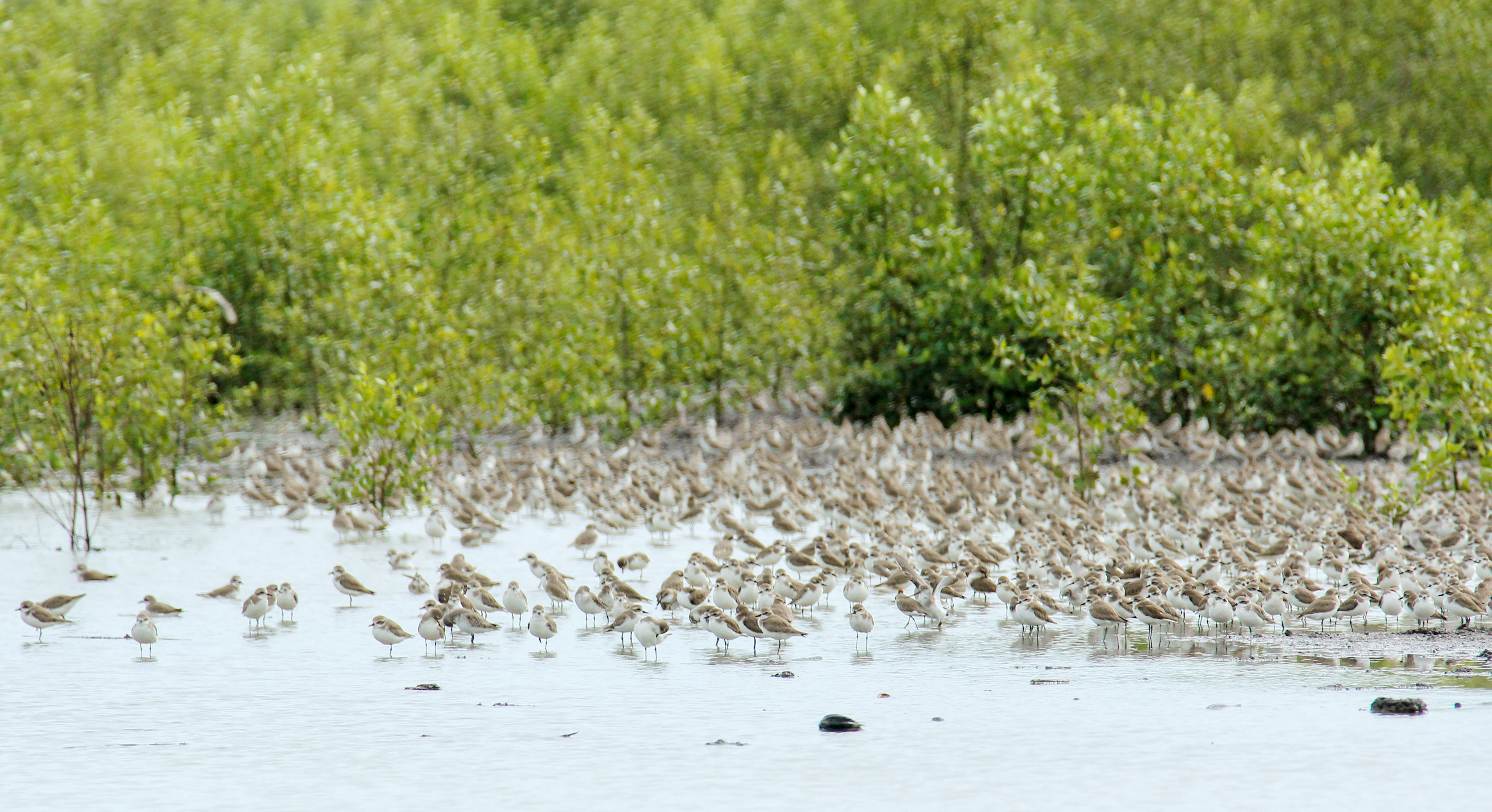

森比朗國家公園是印尼的國家公園，位於蘇門答臘東岸，成立於2001年，面積2,051平方公里，有蘇門答臘虎、蘇門答臘象、馬來貘、黑掌長臂猿、合趾猿、巽他雲豹、紋貓、扁頭豹貓、馬來熊、豚尾獼猴等野生動物棲息。